# Friedrich von Pelkowsky
Friedrich von Pelkowsky (* 20. April 1705 Jucha, Kreis Oletzko; † 22. Oktober 1786 in Kolberg) war ein königlich-preußischer Generalmajor und Chef des Infanterie-Regiments Nr. 4 sowie Kommandant der Festung Kolberg und Träger des Ordens Pour le Mérite.

## Leben
Sein Vater war Johann von Pelkowsky, Erbherr von Alt-Jucha und Neu-Jucha im Amt Oletzkow. Im Jahr 1722 kam F. in die Kadettenanstalt von Berlin. Zwei Jahre später war von Pelkowsky ein Fahnenjunker im Infanterie-Regiment Nr. 1, dort wurde er auch 1732 Fähnrich. 1736 wurde er Seconde-Lieutenant, 1740 Premier-Lieutenant, 1747 Stabshauptmann und 1749 wirklicher Hauptmann. Neun Jahre später wurde er 1758 Major.
In den drei Schlesischen Kriegen kämpfte er in den Schlachten bei Mollwitz, Hohenfriedberg, Roßbach, Leuthen, Liegnitz und Torgau. In der Schlacht bei Prag wurde er verwundet. Daneben war er an den Belagerungen von Brieg, Neiße, Prag, Olmütz, Dresden, Breslau und Schweidnitz zugegen.
Während des Siebenjährigen Krieges war er mit dem Eintreiben von Kontributionen beschäftigt. Dabei blieb er stets im Rahmen seiner Vorschriften und sorgte für Disziplin bei seinen Truppen, was allgemeine Anerkennung fand. 1764 wurde er zum Kommandeur des Regiments ernannt. Im Jahr 1765 wurde er Oberstleutnant und 1767 Oberst. Im Januar 1768 erhielt er den Orden Pour le Mérite. Am 21. Mai 1774 wurde er zum Chef des Regiments Nr. 4 ernannt, dazu erhielt er den Generalmajorsrang mit dem Patent vom 4. Juni 1774. Im Jahr 1781 erhielt er zusätzlich die Stelle als Kommandant der Festung Kolberg. Dort starb er am 22. Oktober 1786 unverheiratet.